# Marc Duez
Marc Duez (Verviers, 18 april 1957) is een Belgisch autocoureur, die zowel actief is geweest in de rallysport als op het circuit.

## Carrière
Marc Duez profileerde zich begin jaren tachtig in verschillende disciplines binnen de autosport. Hij mocht zich tot “de drie musketiers” rekenen: drie erg getalenteerde jonge Belgische piloten Robert Droogmans, Marc Duez en Patrick Snijers die de steun genoten van legende Gilbert Staepelaere. Op de rallypaden kwam zijn eerste grote succes met het winnen van het Belgisch Rally Kampioenschap in 1982 met een Porsche 911 SC. In 1984 werd hij fabrieksrijder bij Austin Rover, waarmee hij zowel actief was in rally's als op het circuit. In 1986 bestuurde hij nog de Groep B MG Metro 6R4, onder meer in enkele rondes van het wereldkampioenschap rally. Zijn tweede Belgische rallytitel schreef hij in 1989 op zijn naam met een BMW M3 E30 groep A8, geprepareerd door het Engelse Prodrive, en in 1990 won hij het kampioenschap voor de laatste keer met een Ford Sierra RS Cosworth. In deze periode reed hij ook nog geregeld WK-rally's als privé-rijder, en behaalde daarin meerdere keren een top tien resultaat.
Duez wisselde zijn activiteiten in de rally's af met deelnames aan verschillende soorten races op het circuit, waaronder 24 uurs races zoals die van Le Mans, de Nürburgring (winnaar in 1992, 1995, 1998 en 1999) en die van Spa-Francorchamps (winnaar in 1997, 1998 en 2001), waarin hij in de laatste twee genoemde races het meest succesvol was. Ook heeft hij deelgenomen aan de Franse Trophée Andros.
Duez was tot aan 2008 nog grotendeels actief op beide vlakken in de autosport. Sinds 2009 rijdt hij voor Fun Still Exists, een team grotendeels actief in historische rally's en race categorieën. Daarnaast is Duez ook een representant voor de Belgische autosportfederatie (Royal Automobile Club of Belgium).
In 2014 nam Duez deel aan de rally van Monte Carlo met een Porsche 996 GT3. Dit was het eerste optreden van een Porsche in een WK-rally sinds 1986.

## Complete resultaten in het wereldkampioenschap rally

### Overzicht van deelnames
| Seizoen | Inschrijving                         | Auto                        | 1      | 2     | 3      | 4      | 5      | 6   | 7   | 8   | 9      | 10     | 11     | 12     | 13  | 14    | Pos. | Punten |
| ------- | ------------------------------------ | --------------------------- | ------ | ----- | ------ | ------ | ------ | --- | --- | --- | ------ | ------ | ------ | ------ | --- | ----- | ---- | ------ |
| 1983    | Things                               | Opel Manta GT/E             | MON    | ZWE   | POR 16 | KEN    | FRA    | GRI | NZL | ARG | FIN    | ITA    | IVK    |        |     |       | 65   | 1      |
| 1983    | Marc Duez                            | Opel Manta GT/E             |        |       |        |        |        |     |     |     |        |        |        | GBR NF |     |       | 65   | 1      |
| 1986    | Austin Rover World Championship Team | MG Metro 6R4                | MON    | ZWE   | POR NF | KEN    | FRA    | GRI | NZL | ARG | FIN    | ITA NF | IVK    | GBR NF | VST |       | -    | 0      |
| 1987    | Prodrive BMW                         | BMW M3                      | MON    | ZWE   | POR    | KEN    | FRA 6  | GRI | VST | NZL | ARG    | FIN    | ITA    | IVK    | GBR |       | 36   | 6      |
| 1988    | Bastos Racing Team                   | BMW M3                      | MON    | ZWE   | POR    | KEN    | FRA NF | GRI | VST | NZL | ARG    | FIN    | IVK    | ITA    | GBR |       | -    | 0      |
| 1989    | BMW Fina                             | BMW M3                      | ZWE    | MON 8 | POR 5  | KEN    | FRA 6  | GRI | NZL | ARG | FIN 12 | AUS    | ITA 7  | IVK    | GBR |       | 13   | 21     |
| 1990    | Ford Fina Rally Team                 | Ford Sierra RS Cosworth     | MON    | POR 8 | KEN    | FRA NF | GRI    | NZL | ARG | FIN | AUS    | ITA 14 | IVK    | GBR NF |     |       | 47   | 3      |
| 1991    | Toyota Fina Team                     | Toyota Celica GT-Four       | MON 11 | ZWE   | POR NF | KEN    | FRA 4  | GRI | NZL | ARG | FIN    | AUS    | ITA    | IVK    | SPA | GBR 8 | 16   | 13     |
| 1998    | Team Gamma                           | Mitsubishi Lancer Evo IV    | MON 20 | ZWE   | KEN    |        |        |     |     |     |        |        |        |        |     |       | -    | 0      |
| 1998    | Seat Sport                           | Seat Ibiza GTI 16V Evo 2    |        |       |        | POR NF | SPA    | FRA | ARG | GRI | NZL    | FIN    |        |        |     |       | -    | 0      |
| 1998    | Seat Sport                           | Seat Córdoba WRC            |        |       |        |        |        |     |     |     |        |        | ITA 16 | AUS NF | GBR |       | -    | 0      |
| 1999    | Team Gamma                           | Mitsubishi Carisma GT Evo V | MON 10 | ZWE   | KEN    | POR    | SPA    | FRA | ARG | GRI | NZL    | FIN    | CHN    | ITA    | AUS | GBR   | -    | 0      |
| 2014    | Marc Duez                            | Porsche 996 GT3             | MON NF | ZWE   | MEX    | POR    | ARG    | ITA | POL | FIN | DUI    | AUS    | FRA    | SPA    | GBR |       | -    | 0      |
| 2015*   | Marc Duez                            | Porsche 996 GT3             | MON 40 | ZWE   | MEX    | ARG    | POR    | ITA | POL | FIN | DUI    | AUS    | FRA    | SPA    | GBR |       | -    | 0      |

* Seizoen loopt nog.